# Edipo (Euripide)
Edipo (in greco antico: Οἰδίπους?) è una tragedia di Euripide, di cui restano solo 18 frammenti.

## Trama
Secondo un recente studio, la ricostruzione della trama della tragedia è la seguente.

La madre adottiva di Edipo, Peribea, arriva a Tebe per dirgli che suo padre Polibo è morto: Edipo, infatti, non è a conoscenza che egli sia adottato e crede Peribea e Polibo i suoi genitori biologici. Edipo racconta con orgoglio a Peribea di come ha sconfitto la Sfinge, guadagnando per sé il trono di recente vacante di Tebe e il matrimonio con la regina di recente vedova, Giocasta.
Peribea, comunque, è arrivata a Tebe in un carro che Edipo aveva inviato come regalo e che era appartenuto al re precedente Laio, che lo stava guidando quando è stato ucciso. I servi di Laio riconoscono il carro, realizzando così che Edipo è l'assassino di Laio e lo accecano come punizione per l'atto, forse con la complicità di Creonte. Dopo l'accecamento, Edipo parla con Giocasta e, eventualmente, Peribea e da tale chiarimento emerge che i suoi genitori biologici sono Laio e Giocasta: Menete, un altro servo di Laio che aveva originariamente esposto Edipo quando è nato, potrebbe aver giocato un ruolo in questa scena del riconoscimento.
A seguito di questa rivelazione, Creonte vuole l'esilio di Edipo: il re decaduto dunque fugge, con il supporto di Giocasta.

## Commento
Profondamente differente risulta, a quanto pare dai frammenti in nostro possesso, la trattazione del pentimento in Edipo per il parricidio e l'incesto di cui si rende protagonista: nella tragedia euripidea non è lui stesso ad infliggersi l'accecamento, né esso avviene a causa della scoperta dell'incesto (che avviene dopo). In questo modo, il conflitto interiore è presentato in maniera diversa.
Quest'opera ebbe un notevole influsso sull'Edipo a Colono di Sofocle.